# Диванчики (фонтан-шутиха)
Диванчики — два фонтана-шутихи с маскаронами в Восточной части Нижнего парка Петергофа вблизи дворца Монплезир.

## История создания и судьба
В Восточной части Нижнего парка Петергофа имеется несколько подобных фонтанов-шутих. Диванчики созданы в 1721—1723 годах, это самые старые из шутих Петергофа. Архитектор — Николо Микетти (его чертежи собственноручно были исправлены Петром I), фонтанный мастер — Поль Суалем.
Фонтаны были разрушены в годы Великой Отечественной войны. Воссозданы в 1952 и 1958 годах.

## Внешний вид фонтана
Фонтаны выглядят как привычные для XVIII века белые садовые скамьи с решётчатыми сиденьями. Спинки скамей украшены масками тритонов (скульптор придал тритонам антропоморфные черты, волосы взлохмачены, широко расставленные глаза испуганы и напряжены, хищный нос и раскрытый рот усиливают образ чудовищ) и туфовой горкой.
Перед скамьёй находится площадка, вымощенная гранитным булыжником, вдоль трёх сторон периметра этой площадки расположены трубы фонтанов. Из этих труб, из маски, а также из туфовых камней в середине скамьи периодически бьют водяные струи. Возникает «водяная арка», создаваемая струями, в центре которой оказываются посетители, рискнувшие вступить на мощёную булыжником площадку. В I четверти XVIII века эти шутихи назывались «мочильными местами», к ним вели крытые аллеи, ликвидированные к середине XVIII века. Гости покидали дворец «Монплезир» через флигели, а чтобы выйти на территорию парка, вынуждены были проходить через брусчатку у «Диванчиков». Фонтан окатывал водой разодетых дам и кавалеров.
А. Гейрот в «Описании Петергофа». так описывал это фонтан в 1868 году (в его время трубы были уложены только с двух сторон периметра):

«В Монплезирском саду около зелёной решётки поставлены скамейки с особо устроенными для забавы фонтанами. Там же спереди скамейки, по сторонам дорожки, скрыты два ряда небольших трубочек, выбрасывающих струи воды неожиданно для посетителей. Мелкие трубочки, незаметные в песке, хотя и засоряются, но напор воды так силён, что попавшие случайно песчинки выбрасываются струёй в одно мгновенье. Фонтаны эти называются шутихами».— Гейротъ А. Описание Петергофа.